# Resurrection Band
I Resurrection Band, noti anche come Rez Band o REZ, sono stati un gruppo christian rock attivo dal 1972 al 2000.

## Formazione
- Glenn Kaiser - voce, chitarra, armonica a bocca
- Wendi Kaiser - voce
- Stu Heiss - chitarra, tastiere
- Jim Denton - basso, tastiere (1974-1987)
- Roy Montroy - basso, tastiere (1987-2000)
- John Herrin - batteria

## Discografia

### Album in studio
- 1978 – Awaiting Your Reply
- 1979 – Rainbow's End
- 1980 – Colours
- 1981 – Mommy Don't Love Daddy Anymore
- 1982 – D.M.Z.
- 1984 – Hostage
- 1985 – Between Heaven 'N Hell
- 1988 – Silence Screams
- 1989 – Innocent Blood
- 1991 – Civil Rites
- 1993 – Reach of Love
- 1995 – Lament
- 1997 – Ampendectomy

### Album dal vivo
- 1984 – Live Bootleg
- 1992 – XX Years Live

### Raccolte
- 1984 – The Best of REZ: Music to Raise the Dead
- 1988 – REZ: Compact Favorites
- 1995 – The Light Years